# Pachyanthidium semiluteum
Pachyanthidium semiluteum är en biart som beskrevs av Pasteels 1981. Pachyanthidium semiluteum ingår i släktet Pachyanthidium och familjen buksamlarbin. Inga underarter finns listade i Catalogue of Life.